# Viola brachypetala
Viola brachypetala är en violväxtart som beskrevs av C. Gay. Viola brachypetala ingår i släktet violer, och familjen violväxter. Inga underarter finns listade i Catalogue of Life.